# 第三代葛拉夫頓公爵奧古斯都·菲茨羅伊
奥古斯都·亨利·菲茨罗伊，第三代葛拉夫頓公爵（英語：Augustus Henry FitzRoy, 3rd Duke of Grafton，1735年9月28日—1811年3月14日），英国首相（1768年－1770年），美國獨立戰爭時期的重要人物。第二代葛拉夫頓公爵查爾斯·菲茨羅伊之孫。查爾斯·菲茨罗伊的父亲第一代葛拉夫頓公爵是英王查理二世的私生子，母親是克里夫蘭女公爵芭芭拉·帕門爾。